# 田辺正晴
田辺 正晴（たなべ まさはる）は、元NHKアナウンサー。歌手・俳優の田辺靖雄は息子。歌手・女優の九重佑三子は義娘、ミュージシャンの田辺晋太郎は孫にあたる。長男は元NHKアナウンサーの田辺よしのぶ。娘の伊都子は三原さと志の妻で、小山田圭吾は孫にあたる。

## 人物
東京府立第五中学校（現・東京都立小石川中等教育学校）を経て、慶應義塾大学を卒業。
府立五中時代の同級生には、英文学者、翻訳家の増野正衛がいる。
1945年の『紅白音楽試合』（『NHK紅白歌合戦』の前身番組）、1951年の『第1回NHK紅白歌合戦』、1952年の『第2回NHK紅白歌合戦』で総合司会を担当。
息子・靖雄は1963年の『第14回NHK紅白歌合戦』、1964年の『第15回NHK紅白歌合戦』に出場しており、親子2代揃って紅白に出演する形となった。